# Gliese 445
Gliese 445 (kurz: Gl 445 oder GJ 445 genannt), auch als AC+79 3888 oder HIP 57544 katalogisiert, ist ein etwa 17 Lichtjahre von der Erde entfernter Roter Zwerg im Sternbild Giraffe.

## Voyager 1

Entfernungen der sonnennächsten Sterne im Zeitraum von vor 20.000 Jahren bis in 80.000 Jahren, unter anderem mit Gliese 445.

Da die Raumsonde Voyager 1 ungefähr in die Richtung von Gliese 445 fliegt, wird sie in etwa 40.000 Jahren ihren mit 1,6 Lichtjahren nächsten Bahnpunkt zu diesem Roten Zwerg (AC +79 3888) erreichen. Gliese 445 wird zu diesem Zeitpunkt nur noch 3,45 Lichtjahre von der Sonne entfernt sein, da er sich mit hoher Geschwindigkeit auf die Erde zubewegt.